# دانيال براون (لاعب اتحاد الرغبي)
دانيال براون (بالإنجليزية: Daniel Browne)‏ هو لاعب اتحاد الرغبي نيوزيلندي، ولد في 16 أبريل 1979 في أوكلاند في نيوزيلندا.

## وصلات خارجية
- دانيال براون على موقع دوري الرغبي الممتاز (الإنجليزية)
- دانيال براون عل موقع إسبنسكروم (الإنجليزية)
- دانيال براون على موقع ItsRugby.co.uk (الإنجليزية)